# Гетерогаметный пол
Гетерогаме́тный пол — это генетически определённый пол, соответствующий наличию в клетках организма двух разных половых хромосом. Альтернативный (гомогаметный) пол формируется из удвоенной одинаковой половой хромосомы. Особи гетерогаметного пола дают две группы гамет (по содержанию разных половых хромосом).
У животных с гетерогаметным мужским полом для обозначения половых хромосом используются буквы X и Y. Особи, в норме несущие пару половых хромосом X и Y или одну хромосому X, — самцы, а несущие две хромосомы X — самки. К этой группе относятся млекопитающие, большинство видов насекомых и многие другие группы.
В случае, если гетерогаметный пол — женский, то используются другие обозначения для половых хромосом — Z и W. Особи с генотипом ZZ — самцы; ZW — самки. Гетерогаметный женский пол характерен для чешуекрылых насекомых, пресмыкающихся и птиц.
Гетерогаметный женский пол встречается в значительно меньшем числе групп организмов, чем гетерогаметный мужской. У некоторых видов есть оба механизма определения пола, в частности для одного из видов рыб меченосцев (род Xiphophorus) отмечены половые хромосомы W, X, Y и Z.
В ряде случаев Y- или W-хромосома в ходе эволюции теряется. Тогда наборы хромосом у гетерогаметного пола обозначаются как X0 или Z0 соответственно.
В связи с тем, что природные популяции содержат мутации, в гомозиготном (или гемизиготном) состоянии, снижающие жизнеспособность, то особи с гетерогаметным полом чаще имеют пониженную приспособленность.